# IP over Avian Carriers

Internet Protokoll forgalom bonyolítására képes postagalamb

Az IP over Avian Carriers (IPoAC, magyarul: IP protokoll madarak útján) egy április elseji tréfának szánt számítógép-hálózati javaslat IP-alapú adatforgalom madarak (például postagalambok) általi továbbítására. Az IPoAC-t az 1149-es RFC definiálja, amelyet David Waitzman küldött be 1990. április 1-jén az internetes technológiák szabványosításával foglalkozó IETF-nek. A javaslat egyike a számos április 1-jei RFC-nek.
1999-ben Waitzman Quality of Service kiegészítésekkel bővítette a protokollt.
Bár az IPoAC-t sikeresen megvalósították, a csomagvesztés aránya 55%, a válaszidő 3000–6000 másodperc volt. Tehát ez a technológia meglehetősen időigényes.

## Gyakorlati megvalósítás
2001. április 28-án a Bergen Linux User Group ténylegesen megvalósította az IPoAC-t. Kilenc adatcsomagot küldtek megközelítőleg 5 kilométeres távolságra, mindegyiket külön galamb vitte és egy pinget tartalmazott; négy érkezett vissza, 3000 és 6000 másodperc közötti válaszidővel. (Ez körülbelül 0,08 bit/s sávszélességet jelent.)
```
Script started on Sat Apr 28 11:24:09 2001
vegard@gyversalen:~$ /sbin/ifconfig tun0
tun0      Link encap:Point-to-Point Protocol  
          inet addr:10.0.3.2  P-t-P:10.0.3.1  Mask:255.255.255.255
          UP POINTOPOINT RUNNING NOARP MULTICAST  MTU:150  Metric:1
          RX packets:1 errors:0 dropped:0 overruns:0 frame:0
          TX packets:2 errors:0 dropped:0 overruns:0 carrier:0
          collisions:0 
          RX bytes:88 (88.0 b)  TX bytes:168 (168.0 b)

vegard@gyversalen:~$ ping -i 900 10.0.3.1
PING 10.0.3.1 (10.0.3.1): 56 data bytes
64 bytes from 10.0.3.1: icmp_seq=0 ttl=255 time=6165731.1 ms
64 bytes from 10.0.3.1: icmp_seq=4 ttl=255 time=3211900.8 ms
64 bytes from 10.0.3.1: icmp_seq=2 ttl=255 time=5124922.8 ms
64 bytes from 10.0.3.1: icmp_seq=1 ttl=255 time=6388671.9 ms

--- 10.0.3.1 ping statistics ---
9 packets transmitted, 4 packets received, 55% packet loss
round-trip min/avg/max = 3211900.8/5222806.6/6388671.9 ms
vegard@gyversalen:~$ exit

Script done on Sat Apr 28 14:14:28 2001

```

## Egyéb példák madáralapú adattovábbításra
Modern adathordozókat több más alkalommal is küldtek madarakkal, figyelemfelkeltés céljából vagy az internetkapcsolatok lassúságának demonstrálására. Ha nem csak egyetlen IP csomagot, hanem például egy nagy mennyiségű adatot tartalmazó pendrive-ot vagy microSD kártyát küldenek galambbal, az könnyen felveheti a versenyt egy átlagos lakossági internetkapcsolat sebességével.
2009 őszén a dél-afrikai The Unlimited marketingcég versenyt rendezett a cég kabalaállata, egy Winston nevű galamb és a Telkom SA nevű helyi internetszolgáltató között. A verseny 4 gigabájt adat továbbítása volt Howickból Hillcrestbe, körülbelül 60km távolságra. A galamb egy microSD kártyával körülbelül két óra alatt tette meg az utat; az ADSL vonalon végzett feltöltés ekkor járt 4%-nál. Hasonló versenyt rendezett egy évvel később Angliában Michelle Brumfield a British Telecom hálózatán végzett YouTube-videófeltöltés és egy memóriakártyát szállító galamb között, amit szintén a galamb nyert meg.
A hétköznapokban is használnak postagalambokat adatszállításra: a Rocky Mountain Adventures amerikai raftingtúrákat szervező cég fényképésze a fotókat tartalmazó memóriakártyákat galambokkal küldi el, hogy a raftingozók érkezésekor már a célnál legyenek.